# Modellezés

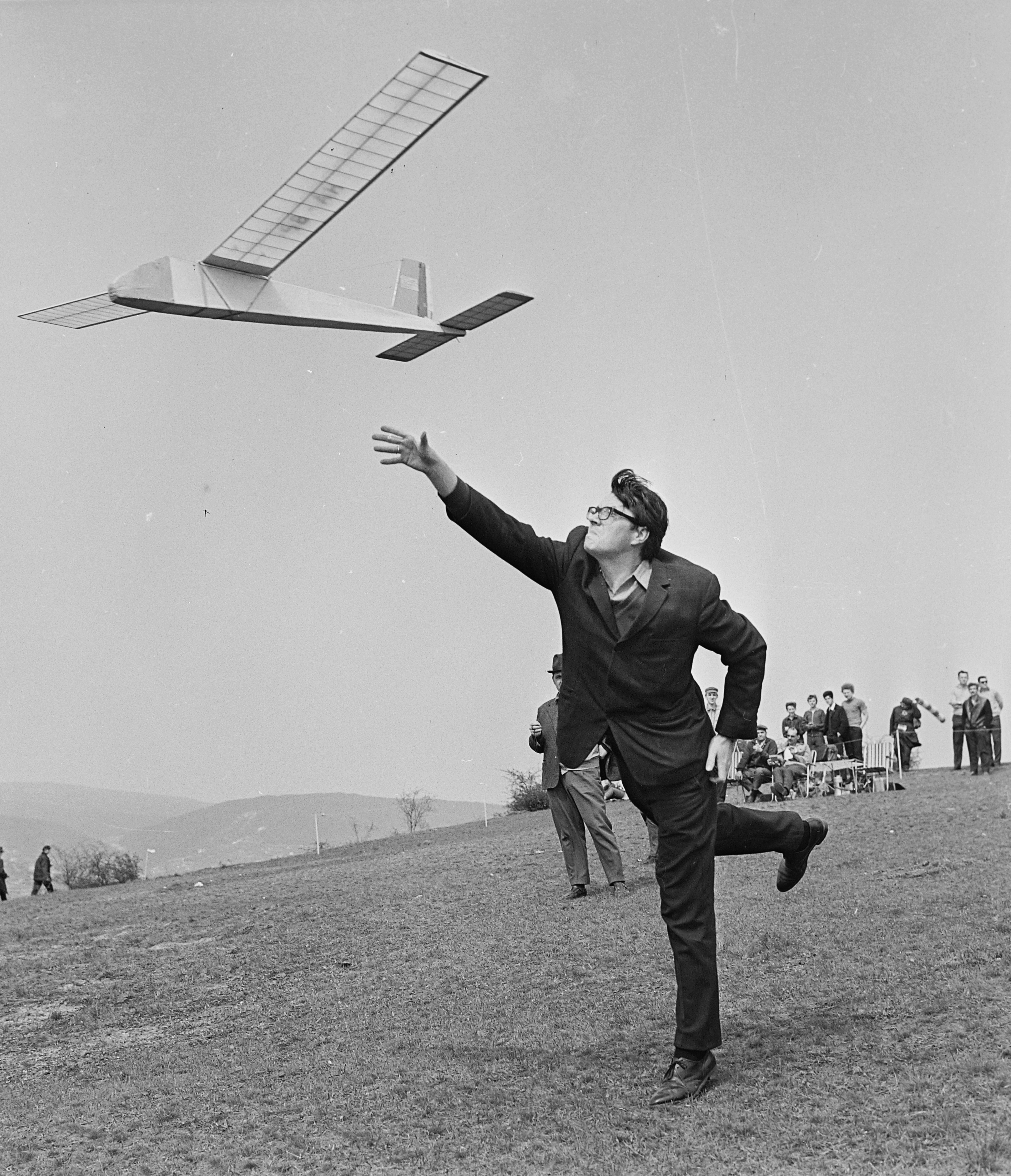
Pesthidegkút, repülőmodellezők a Vörös Kővár tetején (1969)

A modellezés (mint izgalmas hobbi és technikai sport) célja valamilyen jármű kicsinyített, de működőképes másának megépítése. Nem keverendő össze a makettezéssel, ahol szintén az eredeti jármű vagy épület kicsinyített mását építik meg, viszont ezek a nagyon pontos, élethű makettek nem mozognak. Továbbá a nem méretarányosan kicsinyített működő készülékek inkább a szemléltető eszközök körébe tartoznak.

### Modellezés járműtípusok szerint
A modellezést különböző járműtípusok szerint csoportokra bonthatjuk. Létezik:
- vasútmodellezés
- repülőmodellezés
- helikoptermodellezés
- autómodellezés
- hajómodellezés
- tankmodellezés
- motormodellezés
- tengeralattjáró-modellezés
- rakétamodellezés

A megépített modellek között találunk olyanokat, amelyek egy már létező jármű méretarányosan kicsinyített működő másai, de vannak olyanok is, amelyek csak a fantázia szüleményei. Sokszor a modell gazdája olyan tudást és élményeket szerezhet, amelyhez a valóságban igen nehéz lenne hozzájutni. Egyébként a legjobb érzés az, amikor nem a bolti, hanem az általad épített modellel játszol.

### Modellek irányítása
A modellek irányítása többféle módon történhet. A repülő-, helikopter-, autó-, és hajómodellezésben leginkább elterjedt módszer a rádiós távirányítás. Az így irányított modelleket szokás az angol "radio controlled" (= rádiójel-vezérelt) kifejezés alapján RC-modelleknek is nevezni. Van huzalos (azaz a repülőknél alkalmazott körrepülő) módszer is, amikor a gép középpontjában elhelyezett kétkarú mechanizmustól acélhuzalpár vezet a pilóta kezében levő vezetőfogantyúhoz. Ez a "kormánymérleg" a centrifugális erő, meg a huzalpár  nyújtahatatlansága következtében pontosan követi a vezetőfogantyú mozdulatait, és mozgatja a modell magassági kormányát. Így bármilyen, egy képzeletbeli félgömbfelületre "rajzolható" műrepülőfigura kirepülhető egy alkalmas modellel. Más körrepülő modelleknél az elért sebességet, (akár egyénileg, 1 km-es távon, akár 3 egyszerre repülő modellnél 100, illetve 200 környi távon) avagy vagy két, egyszerre repülő modell légiharcát értékelik.
A vasútmodellezésben a kötött pálya adottságai miatt a közvetlen analóg vagy digitális vezérlés terjedt el. A vezérlő jel a sínen érkezik a mozdonyba, analóg üzemben a sebesség feszültségszabályzott, digitális üzem esetén a járművek állandó feszültségű egyenárammal üzemelnek, a vezérlési utasításokat pedig alacsony frekvenciájú váltóáram továbbítja. Erre a négyszögjelre (vivőjel) mikroszámítógépek modulálják rá a parancsok kódjeleit, melyet a mozdonyokban elhelyezett digitális dekóder értelmez.

### Modellek alkatrészei

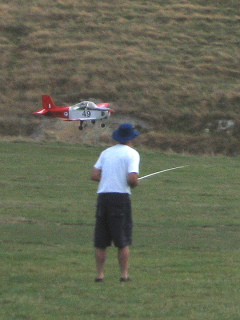
Rádióvezérelt modellrepülő leszállás közben. Az irányítója előtt a rádió antennája látható

A modellek felépítése történhet saját kivitelben, vagy készlet összeszerelésével. Készen vásárolt modell használata inkább a játék és verseny kedvéért történik.
A modell fő elemei:
- karosszéria, hajótest
- motor (elektromos, belsőégésű)
- elektronika (vevő, szabályozó, szervó, távirányító)
- energiaforrás (akkumulátor, elem, üzemanyagtartály)

A karosszéria, vagy test készítése önmagában jelentheti a modellezés lényegét, ha méretarányos kicsinyített jármű modelljét kívánjuk elkészíteni, de a motor megépítése is lehet célja, ha pl. egy hajóba a gőzgépet korhűen kivitelezzük, vagy speciálisan csak modellekhez használt motort építünk. Távirányított modellekhez az elektronika és energiaforrás összeállítása általában kereskedelmi alkatrészekből történik.
Megjegyezzük, hogy a modellezés kifejezés bizonyos értelemben a tudományos kísérletekre (kísérleti fizika), illetve általában a modellekre is vonatkoztatható.